# Élections municipales de 1973 à Québec
Les élections municipales de 1973 à Québec se sont déroulées le 18 novembre 1973.

## Contexte
Le 28 octobre 1973, le maire et 14 de ses 16 candidats au poste de conseiller municipal sont proclamés élus, faute d'adversaires,.
Uniquement deux districts sont donc en élection le 18 novembre : Champlain n°4 et Les Saules. Finalement, ils sont remportés par le Progrès civique, qui dominera entièrement le conseil municipal.

## Résultats

### Districts électoraux

#### Limoilou
- Limoilou n°1 : Joseph-G. Coulombe
- Limoilou n°2 : Joseph-Alphonse Charland
- Limoilou n°3 : Jean-Paul Pelletier
- Limoilou n°4 : Armand Trottier

#### Saint-Roch
- Saint-Roch n°1 : Gérard-A. Moisan
- Saint-Roch n°2 : André Tremblay
- Saint-Roch n°3 : Robert Blais
- Saint-Roch n°4 : Alfred Roy

#### Champlain
- Champlain n°1 : Émile Robitaille
- Champlain n°2 : Olivier Samson
- Champlain n°3 : Jules Blanchet

| Candidat | Candidat            | Parti           | Voix  | Pourcentage |
| -------- | ------------------- | --------------- | ----- | ----------- |
|          | Rosaire Clermont    | Progrès civique | 5 469 | 78 %        |
|          | Jean-Paul Brousseau | Indépendant     | 1 539 | 22 %        |
| Total    | Total               | Total           | 7 008 | 100 %       |

#### Banlieue
| Candidat | Candidat        | Parti           | Voix  | Pourcentage |
| -------- | --------------- | --------------- | ----- | ----------- |
|          | Romain Langlois | Progrès civique | 1 837 | 60 %        |
|          | Gérard Barber   | Indépendant     | 1 220 | 40 %        |
| Total    | Total           | Total           | 3 057 | 100 %       |

- Duberger : Emilien Careau
- Neufchâtel : Léonce Bouchard
- Charlesbourg-Ouest : Marc-Omer Giroux